# Manfred Zehender
Manfred Zehender (* 19. Dezember 1963 in Wien) ist ein österreichischer Tänzer. Er ist gemeinsam mit Michaela Heintzinger sechsfacher österreichischer Staatsmeister in Standardtänzen.
Bekanntheit erlangte er durch die ORF-Produktion Dancing Stars. In der ersten Staffel tanzte er mit Barbara Rett, in der zweiten Staffel mit Ulrike Beimpold, in der dritten Staffel mit Timna Brauer.